# Gerardo Rivas
Pour les articles homonymes, voir Rivas.
Gerardo Rivas (né le 24 septembre 1905 à Asuncion) est un footballeur paraguayen des années 1920 au poste d'avant, puis entraîneur.

## Carrière

### Carrière de joueur
Rivas commence sa carrière au Club Libertad, avant de signer en 1929 au club argentin de l'Atlético de Rafaela. Il s'exile rapidement à Rosario Central, et, dès son arrivée, il joue 12 matchs correspondant au deuxième tour de la Copa Nicasio Vila (en) et inscrit 7 buts. Dans l'effectif des Canallas, il fait partie des meilleurs joueurs du club, avec l'avant Luis Indaco (es) et les frères Ramón (es) et Nazareno Luna (es). Rivas reste dans l'équipe première jusqu'en 1932, jouant ainsi au cours des deux premières années de professionnalisme en Argentine. Ses statistiques à Rosario Central s'élèvent en chiffres à 46 matchs joués et 19 buts marqués. En 1930, il remporte la Copa Vila et intègre ensuite à plusieurs occasions la sélection de la Liga Rosarina de Fútbol (es). Sa fin de carrière est peu commune, il passe ainsi à sa sortie de Central chez le club rival, les Leprosos de Newell's Old Boys.
De 1921 à 1926, Rivas honore 31 sélections avec l'équipe du Paraguay, marquant 10 buts. À tout juste 16 ans – plus jeune international paraguayen –, il devient une figure de l'équipe Guaraní. En effet, la légende raconte qu'en 1921, à l'occasion du premier match en compétition officielle de l'Albirroja au championnat d'Amérique du Sud qui se déroule à Buenos Aires, un gendarme tente de l'empêcher d'entrer dans le vestiaire, croyant qu'il n'est qu'un enfant. Le grand Manuel Fleitas Solich réplique : « Ce gamin est notre meilleur joueur ». Lors du match, qui se joue contre l'Uruguay, triple tenante du titre, Rivas marque un superbe but, déclenchant une invasion du terrain, et étant porté en triomphe par le public présent. De 1921 à 1925, Rivas prend part à cinq éditions du championnat sud-américain, inscrivant 6 buts en 17 matchs, dont un doublé contre le Brésil. Avec l'Albirroja, son total de buts – égalé par Aurelio González puis Marcial Barrios – est le record national pendant plus d'un demi-siècle, avant que Saturnino Arrúa (en) ne le dépasse.

### Carrière d'entraîneur
Une fois les crampons raccrochés, Rivas s'installe à Rosario, travaillant pendant des décennies dans les divisions de formation des Canallas. Il dirige l'équipe première pendant quatre périodes, la dernière étant la plus longue, soit 19 matchs entre 1947 et 1948. Il prend part à trois Clásico rosarino (es), obtenant deux nuls 1–1 (le premier à ses débuts en 1939) et une victoire 3–2 pour le compte de la Copa Adrián C. Escobar (en) en 1948. Au total, il dirige 29 rencontres, pour 13 victoires, 5 nuls et 11 défaites.

## Palmarès
Avec le Club Libertad
- Vainqueur de la Primera División en 1920.

Avec Rosario Central
- Vainqueur de la Liga Rosarina de Fútbol (es) en 1930.
- Vainqueur de la Copa Nicasio Vila (es) en 1930.

Avec la sélection paraguayenne
- Vainqueur de la Copa Rosa Chevallier Boutell (es) en 1925.